# F/A-XX 프로그램
F/A-XX 프로그램은 2030년대부터 미 해군의 보잉 F/A-18E/F 슈퍼 호넷을 대체하고 F-35C를 보완할 미래 6세대 공중우세 전투기를 위한 개발 및 획득 프로그램이다. 요구 사항은 2008년 6월에 처음 확인되었다.
F/A-XX는 유인 전투기 구성 요소이자 해군의 차세대 항공 우위(Next Generation Air Dominance, NGAD) 시스템의 중심이 될 것으로 예상된다. 이 프로그램은 이름이 동일하고 일부 기술 개발을 공유하지만 미국 공군의 NGAD 6세대 전투기 프로그램과 다르다.

## 같이 보기
- NGAD
- 미코얀 PAK DP
- 글로벌 전투 항공 프로그램
- 미래전투항공체계